# Warfarin
Warfarin ist ein chiraler Wirkstoff aus der Gruppe der 4-Hydroxycumarine, die wiederum als Vitamin-K-Antagonisten zu den Antikoagulanzien gehören und somit eine blutgerinnungshemmende Wirkung haben. Es wird das Racemat verwendet.
In der Medizin kommt jedoch in Europa vorwiegend ein anderes Cumarin zum Einsatz, nämlich Phenprocoumon, während Warfarin eher in den USA gebräuchlich ist. Ein Mischen der beiden Präparate ist wegen der stark unterschiedlichen Halbwertszeit nicht angeraten.

## Darstellung und Gewinnung
Die Herstellung von Warfarin erfolgt durch die Umsetzung von 4-Hydroxycumarin mit Benzylidenaceton in einer Michael-Addition. Der Syntheseweg ergibt das Racemat.

## Stereochemie
Warfarin enthält ein Stereozentrum und besteht aus zwei Enantiomeren. Hierbei handelt es sich um ein Racemat, also ein 1:1-Gemisch von (R)- und der (S)-Form:
| Enantiomere von Warfarin | Enantiomere von Warfarin |
| ------------------------ | ------------------------ |
| (R)-Warfarin             | (S)-Warfarin             |

## Wirkung
Als indirekter Vitamin-K-Antagonist wirkt Warfarin wie Phenprocoumon durch Hemmung der Carboxylierung der Gerinnungsfaktoren II, VII, IX, X sowie Protein C und S.
Warfarin wirkt bei Patienten unterschiedlich stark, und 25 % der Wirksamkeits-Unterschiede können durch Polymorphismen des VKORC1-Gens erklärt werden; weitere 10 % durch Polymorphismen eines Cytochrom P450 (CYP2C9). Dies erklärt, weshalb Afroamerikaner weniger stark auf Warfarin reagieren als Asien-stämmige Amerikaner. Genetische Variationen in einem anderen Cytochrom P450 (CYP4F2) erklären weitere 8 % der variablen Reaktionen von Patienten auf Warfarin.
Aufgrund der starken Variabilität bezüglich der wirksamen Dosis bei unterschiedlichen Patienten sind regelmäßige Tests auf Blutgerinnungswerte zur Abstimmung der Dosis notwendig. Auf diese Weise soll sowohl die optimale Wirksamkeit des Medikaments gewährleistet, als auch unerwünschte Nebenwirkungen vermieden werden. Eine Schwierigkeit hierbei ist die geringe therapeutische Breite von Warfarin: schon bei geringfügiger Überdosierung kann es zu Blutungen kommen, ist die Dosis zu gering, wirkt das Medikament nicht effizient und es besteht die Gefahr der Entstehung von Thromben. Die individuell optimale Dosis ist von unterschiedlichen Patientenparametern wie Alter, Body-Mass-Index, Geschlecht und genetischen Einflussgrößen abhängig.
Warfarin wird nahezu vollständig resorbiert, hat wie Phenprocoumon eine hohe Plasmaproteinbindung und wird hepatisch (also über die Leber) metabolisiert und über die Galle ausgeschieden. Die Eliminationshalbwertszeit ist im Vergleich zu Phenprocoumon verkürzt und beträgt etwa 38 bis 50 Stunden.

## Nebenwirkungen
Die häufigste und wichtigste Nebenwirkung sind Blutungen. Die Blutungsgefahr steigt mit sinkendem Quick-Wert. Oft kommt es zu Epistaxis oder Blutungen in Gastrointestinaltrakt, Gehirn, Nebenniere oder Netzhaut.
Seltene Nebenwirkungen sind Urtikaria, Ekzem, und reversibler diffuser Haarausfall.
Eine weitere Nebenwirkung sind paradoxerweise thromboembolische Komplikationen, zu denen es vor allem in den ersten 30 Tagen der Einnahme kommt. Dies geschieht, da ebenso die Synthese von Protein S und Protein C gehemmt wird, welche anticoagulante Wirkungen besitzen.
Durch die hohe Plasmaproteinbindung interagieren Cumarine auch mit sehr vielen anderen Wirkstoffen. Mögliche Wechselwirkungen müssen wegen der Schwere der möglichen Komplikationen bei neuen Verordnungen immer berücksichtigt werden.

## Geschichte
Warfarin wird wie auch andere Cumarine mit großem Erfolg als Rodentizid (Rattengift) gegen die Wanderratte und die Hausmaus eingesetzt. In den späten 1970er und frühen 1980er Jahren entwickelten Nager eine gewisse Resistenz gegenüber Warfarin. Zwischenzeitlich war der Wirkstoff wieder einsetzbar, doch wird aktuell (März 2007) eine erneute Resistenz festgestellt.
In den frühen 1920er Jahren gab es wiederholt vielfache unerklärliche Todesfälle bei Rindern in den USA und in Kanada. 1921 wurde der Verzehr von verschimmeltem Klee als Todesursache erkannt; 1929 wurde gezeigt, dass die gestorbenen Kühe kein Prothrombin bilden konnten. Im Jahre 1940 wurde dann erkannt, dass von den Schimmelpilzen Dicumarol, eine die Blutgerinnung hemmende Substanz, hergestellt wurde, die zur Stoffgruppe der 4-Hydroxycumarine gehört. Die WARF, die Wisconsin Alumni Research Foundation, finanzierte die Erforschung von künstlich herstellbaren Cumarin-Blutgerinnungshemmern, worauf der WARF das Patent auf die Warfarin-Herstellungsmethode zugesprochen wurde. Warfarin erhielt 1952 in den USA die Zulassung als Gift zur Nager-Ausrottung. 1951 versuchte ein Mitglied der US Navy, sich mit Warfarin das Leben zu nehmen – doch er erholte sich vollständig. Dies war der Anstoß dazu, die Nutzung von Warfarin als Heilmittel zu erkunden.
1978 wurde dann der Wirkmechanismus des Warfarins – nämlich die Hemmung der Vitamin-K-Verarbeitung – erforscht.
Das Medikament wurde in Einzelfällen und in einer Pilotstudie zur vorbeugenden Behandlung von therapieresistenten Cluster-Kopfschmerzen verwendet. Für die Behandlung von Cluster-Kopfschmerz mit Warfarin gibt es keine Zulassung durch die Arzneimittelbehörden und bisher (Januar 2013) auch keine Empfehlung in den Leitlinien der Fachgesellschaften.

## Sicherheit
Sicherheit, Gesundheits- und Umweltschutz (SGU): Warfarin wird als fruchtschädigend (teratogen) eingestuft. Hierfür ist allerdings eine regelmäßige Einnahme erforderlich. Der einmalige auch perorale Kontakt mit einem Fraßköder führt zu keiner Fruchtschädigung. Warfarin ist wasserunlöslich. Warfarin ist für Fische leicht giftig (Regenbogenforelle) bis giftig (Wels) und für Zooplankton leicht giftig. Vorschriftsgemäß ausgebrachte Fraßköder gefährden daher andere Tiere kaum. Allerdings können bei Raubtieren Sekundärvergiftungen vorkommen, wenn sie über eine bestimmte Zeit durch Warfarin getötete Tiere fressen. Dies sollte beachtet werden, wenn Warfarin im Bereich gefährdeter Raubtiere oder Allesfresser eingesetzt wird. Ein Antidot (Gegenmittel) ist Vitamin K1.

## Verfügbarkeit/Handelsnamen
Warfarin ist in Deutschland unter dem Namen Coumadin (Tabletten à 5 mg) im Handel erhältlich. In Österreich und der Schweiz ist es nicht im Handel.